# Cantó de Pont-Croix
El cantó de Pont-Croix (bretó Kanton Pontekroaz) és una divisió administrativa francesa situat al departament de Finisterre a la regió de Bretanya.

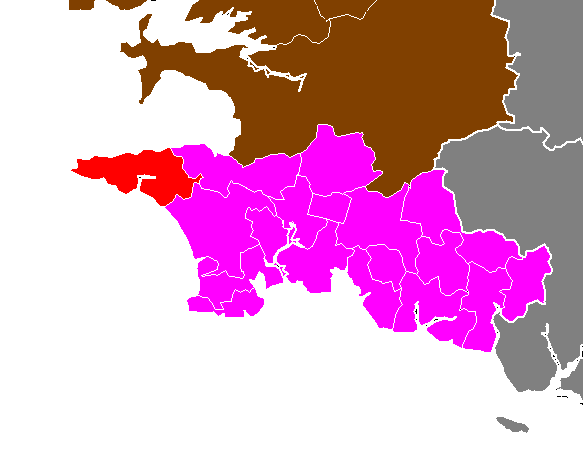
Situació del cantó

## Composició
El cantó aplega 12 comunes :
| Nom bretó        | Nom francès      | Nom gal·ló |
| Gwaien           | Audierne         | ---        |
| Beuzeg-ar-C'hab  | Beuzec-Cap-Sizun | ---        |
| Kledenn-ar-C'hab | Cléden-Cap-Sizun | ---        |
| An Eskevien      | Esquibien        | ---        |
| Goulien          | Goulien          | ---        |
| Enez-Sun         | Île-de-Sein      | ---        |
| Mahalon          | Mahalon          | ---        |
| Koñforzh-Meilar  | Confort-Meilars  | ---        |
| Plougoñ          | Plogoff          | ---        |
| Ploeneg          | Plouhinec        | ---        |
| Pontekroaz       | Pont-Croix       | ---        |
| Prevel           | Primelin         | ---        |

## Història
| Data d'elecció                           | Identitat         | Partit | Qualitat |
| ---------------------------------------- | ----------------- | ------ | -------- |
| 2004-                                    | Jacqueline Donval | PS     |          |
| les dades anteriors no són pas conegudes |                   |        |          |
|                                          |                   |        |          |